# Опарин, Александр Иванович (военный)
Алекса́ндр Ива́нович Опа́рин (род. 22 августа 1957, Талды-Курганская область) — советский и российский офицер, подводник-гидронавт. Командир войсковой части 45707 Военно-морского флота Российской Федерации, старший специалист-испытатель, капитан 1-го ранга. Герой Российской Федерации (2006).

## Биография
Родился 22 августа 1957 года в селе Дзержинское Дзержинского района Талды-Курганской области Казахской ССР (ныне село Токжайлау Алакольского района Алматинской области Казахстана). Русский. Окончил 8 классов школы и затем, в 1974 году, — Нахимовское военно-морское училище в Ленинграде.
В Военно-морском флоте с 27 июня 1974 года. В 1979 году окончил Высшее военно-морское училище имени М. В. Фрунзе (Ленинград), и затем служил на Краснознамённом Северном флоте, пройдя путь от командира группы до помощника командира подводной лодки. С июня 1972 года — командир электронавигационной группы атомной подводной лодки К-159, с апреля 1982 года — командир штурманской боевой части атомной подводной лодки К-159, с ноября 1983 года — помощник командира атомной подводной лодки К-5 проекта 627А «Кит».
В 1985—1986 годах проходил обучение на Высших специальных офицерских классах ВМФ (Ленинград). Затем вернулся на прежнюю должность на К-5, а с июня 1986 года назначен старшим помощником командира этой подводной лодки. В июле 1988 года назначен командиром атомной подводной лодки К-517, которой командовал по сентябрь 1991 года, поступив в Военно-морскую академию имени Н. Г. Кузнецова.
Член КПСС с 1978 по 1991 год.
После окончания академии в 1994 году, капитан 1-го ранга (с 25 июня 1994) А. И. Опарин назначен заместителем командира отдельной бригады подводных лодок специального назначения Северного Флота. Возглавлял два похода на специальных подводных лодках флота. В 1997 году был старшим на переходе специального разведывательного корабля «Темрюк» из Севастополя на Северный флот, а затем проводил государственные испытания специального буксируемого комплекса на этом корабле. Позднее выполнял на СРЗК «Темрюк» два дальних боевых похода.
В апреле 2000 года старший специалист-испытатель А. И. Опарин назначен заместителем командира войсковой части № 45707 (город Петергоф в Санкт-Петербурге), которая является одним из секретных объектов Вооружённых сил РФ и занимается исследованиями и эксплуатацией подводных аппаратов специального назначения. В августе — сентябре 2000 года на борту СРЗК «Темрюк» участвовал в спасательной операции в Баренцевом море на месте гибели атомной подводной лодки К-141 «Курск».
2 августа 2002 года назначен командиром войсковой части № 45707. С 2004 по 2007 год возглавлял заводские, государственные и глубоководные испытания специальной опытовой подводной лодки (по некоторым данным — атомной глубоководной станции проекта 10831 АС-12 «Лошарик») в Белом, Баренцевом, Норвежском и Гренландском морях.
20 сентября 2006 года Указом Президента Российской Федерации, «за мужество и героизм, проявленные при исполнении воинского долга», капитану 1-го ранга Опарину Александру Ивановичу присвоено звание Героя Российской Федерации с вручением знака особого отличия — медали «Золотая Звезда».
За свою военную службу более 20 раз ходил в дальние походы, в том числе совершил 11 боевых служб на атомных подводных ракетоносцах. Продолжает службу в Военно-морском флоте России.
В 2007 году окончил Санкт-Петербургскую юридическую академию, в 2008 году — Санкт-Петербургский институт дополнительного профессионального образования службы занятости. Кандидат технических наук (2006).

## Публикации
- Материалы юбилейной научно-практической конференции, посвященной 30-летию 15 ЦНИЛ ВМФ, 20-21 февраля 2007 года: материалы временных коллективов / Конференция по военно-морской медицине (2007; СПб.), Центральная нормативно-исследовательская лаборатория военно-морского флота МО РФ (15; СПб.); ред. А. И. Опарин. — СПб.. Часть 1. — 2007. — 341 с.

## Награды
Российские государственные награды:
- Герой России (20 сентября 2006)
- два ордена Мужества (1996, 2008)
- орден «За военные заслуги» (2000)

Государственные награды:
- орден Красной Звезды (1991)
- орден «За службу Родине в Вооружённых Силах СССР» III степени (1990)
- медали

## Семья
Жена Зинаида Опарина, врач. Имеет дочь.
Сын — капитан 1-го ранга Денис Александрович Опарин (1979—2019), погиб при пожаре на АС-12 1 июля 2019 года в Баренцевом море. Присвоено звание Героя Российской Федерации (посмертно).